# Anna Potocka

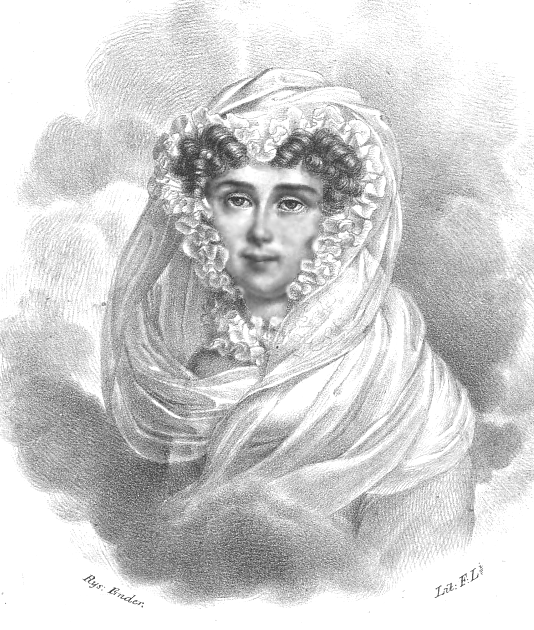
Anna Potocka

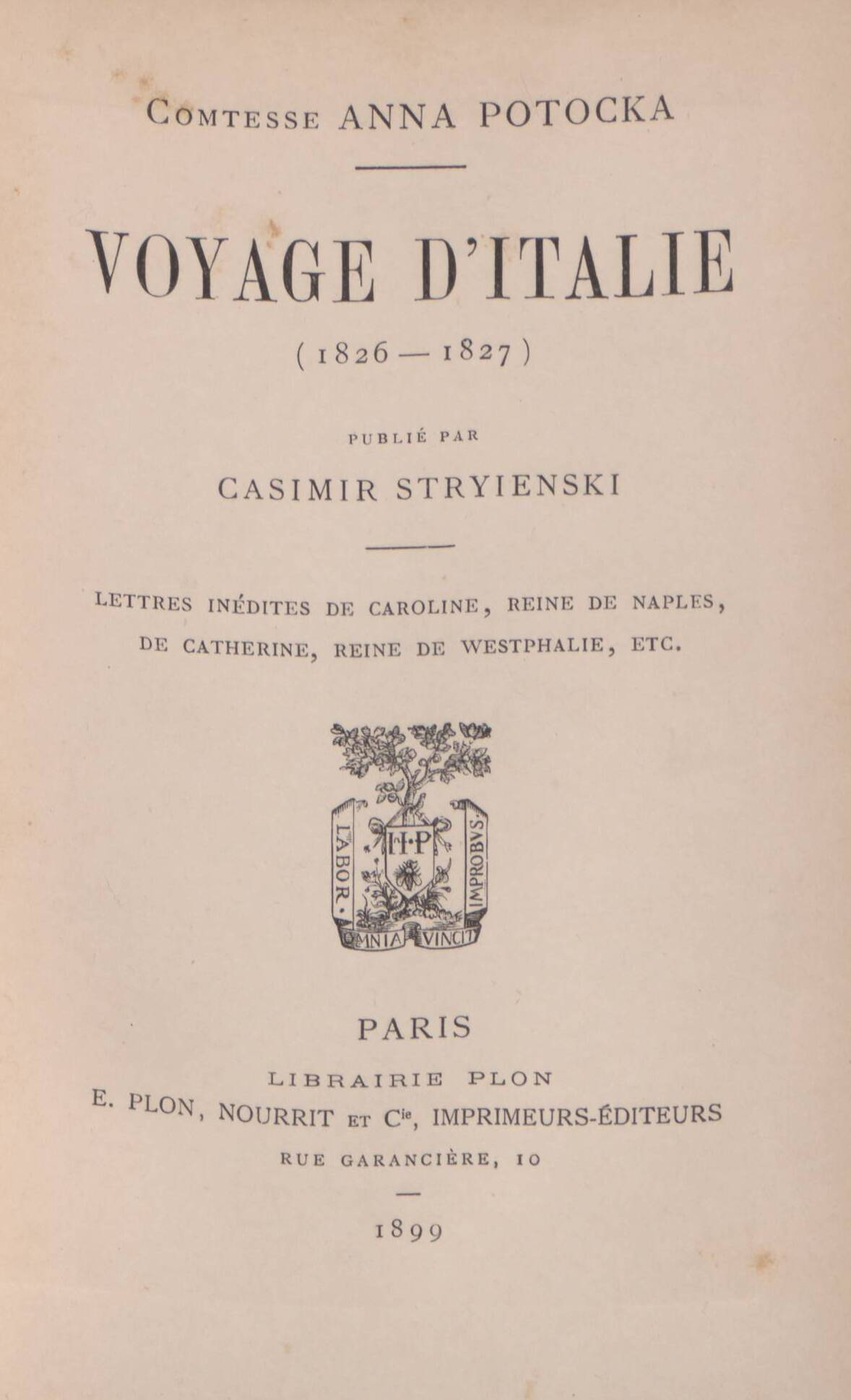
Voyage d'Italie, 1899

Anna Potocka, född Tyszkiewicz 26 mars 1776 i Warszawa, Polen-Litauen, död 16 augusti 1867 i Paris, var en polsk författare. Hon var dotter till Ludwik Tyszkiewicz och Konstancja Poniatowska, systerdotter till marskalk Poniatowski och gift med greve Aleksander Stanisław Potocki.
Potocka skrev på franska intressanta memoarer, vilka sträcker sig från 1794 till 1820 och särskilt behandlar Napoleon I:s förhållande till polackerna. De utgavs av Kazimierz Stryjeński 1897 (svensk översättning 1902). Denne utgav också hennes brevsamling Voyage d'Italie (1826–27) 1899.